# بخش کانل
بخش کانل (به لاتین: Kanel Department) یک منطقهٔ مسکونی در سنگال است که در ناحیه متام واقع شده‌است. بخش کانل ۲۳۸٬۶۰۵ نفر جمعیت دارد.